# Geraldo I de Vintzgau
Geraldo I do Vintzgau, morreu no final do século VIII, é um aristocrata alemão, conde de Anglachgau e Kraichgau, mas especialmente pai de Hildegarda de Vintzgau, segunda esposa de Carlos Magno e mãe de Luís, o Pio.

## Biografia
Sabe-se pouco sobre Geraldo. No entanto, parece se relacionar com a família dos Agilolfingos, a primeira dinastia reinante na Baviera. Mas a sua ascendência exata não está assegurada.
De acordo com Pierre Riché, ele é o filho de um Agilulfo, talvez filho de Teodão, filho de outro Agilolfo. Segundo outras fontes, seria filho de Hado de Vintzgau e de Gerniu da Suábia, este Hado é, no entanto relacionado à linhagem de Agilolfo.
À vista dos seus bens localizados no médio vale do Reno, também poderia ser um membro da aristocracia franca instalada na Alemânia após a repressão da revolta da nobreza deste país.
Ele se casou com uma filha do Duque da Alemânia Nebe, chamada Ema. Deste casamento nasceu em 758, Hildegarda, que, em 771, se casou com Carlos Magno, apesar de sua pouca idade, após o repúdio de sua segunda esposa, Desiderata. Ele também tem um filho chamado Geraldo, com o qual é muitas vezes confundido.
Em 784, ele e a sua esposa fazem doações significativas à recente Abadia de Lorsch.

## União e descendência
Do seu casamento com Ema nasceram:
- Hildegarda (754 - † 783), esposa de Carlos Magno ;
- Odalrico ou Udalrico († cerca de 824), conde em Alpgau e Breisgau em 780/781, em Hegau em 787/791,  em Thurgau em 787 na Alsácia em 817;[4]
- Geraldo († 01 de setembro em 799), prefeito da Baviera em 796.

Filiação incerta:
- Adriano (Adrianus) († depois de 10 de novembro de 821), conde de Orleães, Conde Palatino, marido de Valdrada , avô de Ermentrude de Orleães,  mulher de Carlos, o Calvo ;[5]
- Eurico, duque de Frioul († 799).